# Serpentine Lake
Il Serpentine Lake è un lago artificiale che si trova ad Hyde Park, uno dei Parchi Reali della città di Londra. Copre ventotto acri ed è stato costruito nel 1730 su ordine della regina Carolina. Il nome deriva dalla somiglianza della sua forma con un serpente. È stato utilizzato per i Giochi Olimpici di Londra tenutisi nel 2012.
Nel senso stretto, il nome "Serpentine" si riferisce solo alla sezione orientale del lago, a est del Ponte di Serpentine che congiunge le due rive; la sezione occidentale, a nord-ovest, è chiamata "The Long Water" (in inglese: L'acqua lunga).
Il lago divide in due Hyde Park. Ogni anno, e precisamente nel giorno di Natale, vi si organizza una singolare gara di nuoto a iscrizione libera, la Peter Pan Cup, che va menzionata non solo per il coraggio dei partecipanti (il Serpentine d'inverno raggiunge temperature molto basse fino a ghiacciare saltuariamente), ma per il fatto che la maggior parte di essi è di età superiore ai sessant'anni.

## Galleria d'immagini

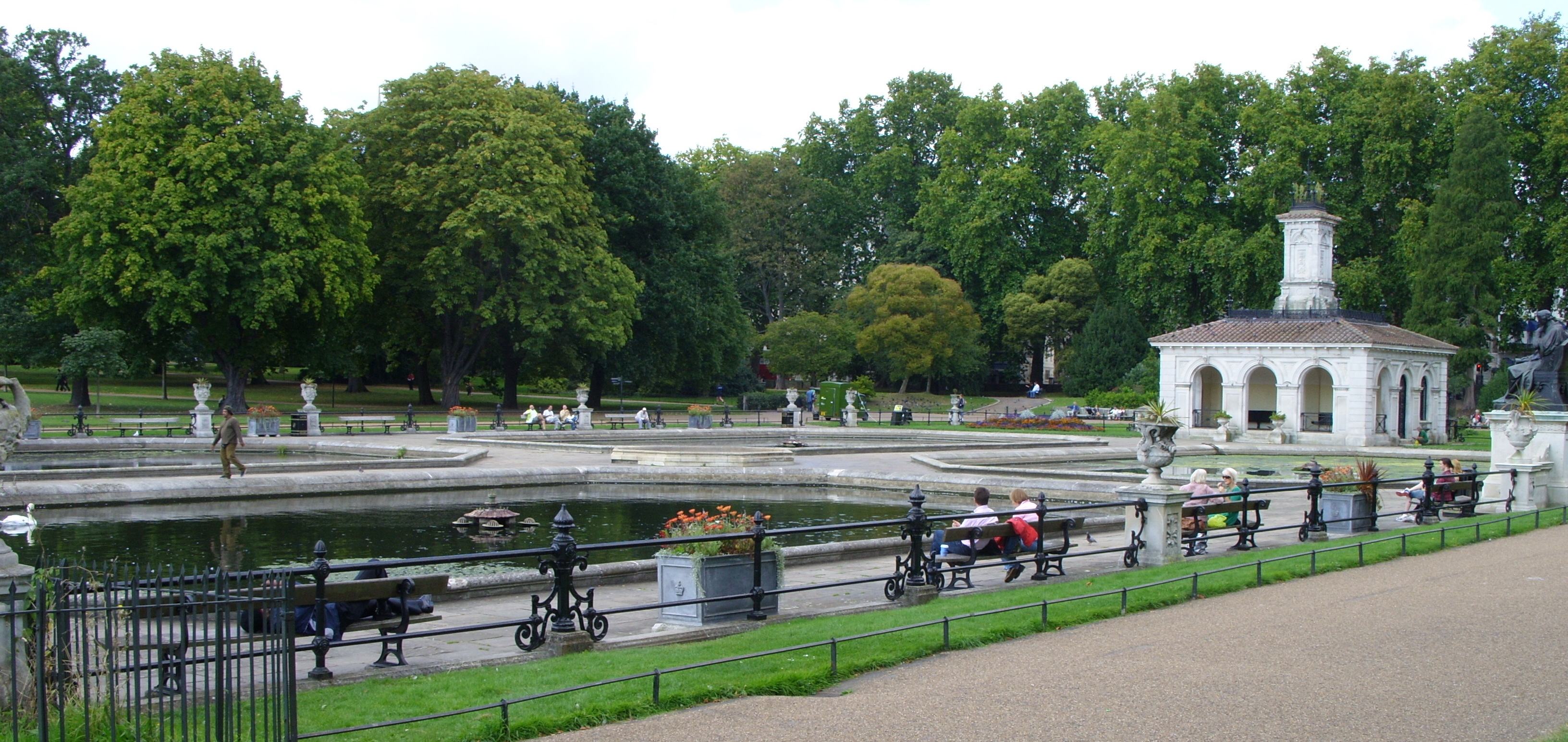
I Giardini italiani
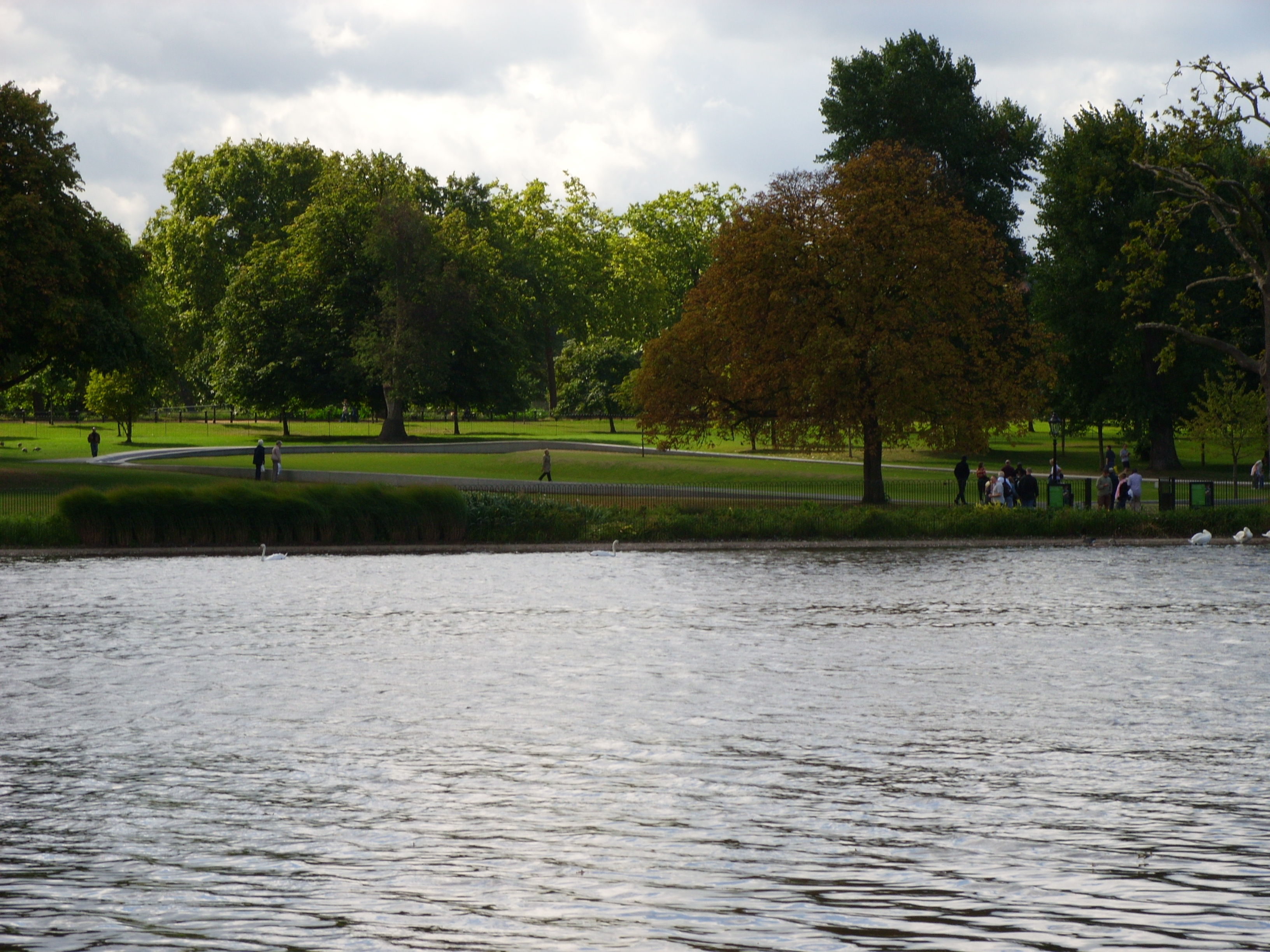
Il Memorial in ricordo di Diana visto dal Serpentine
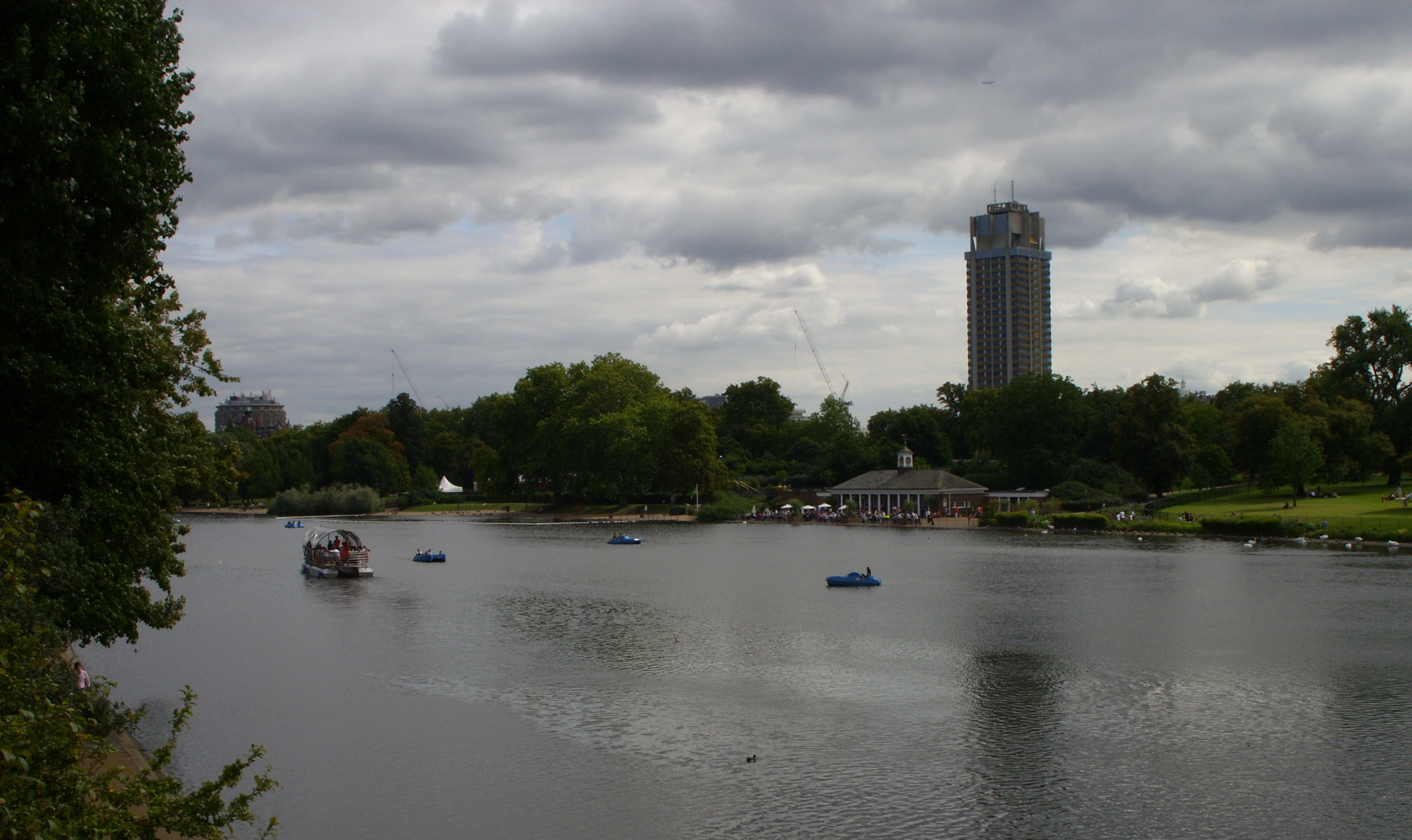
Il Serpentine con il maltempo
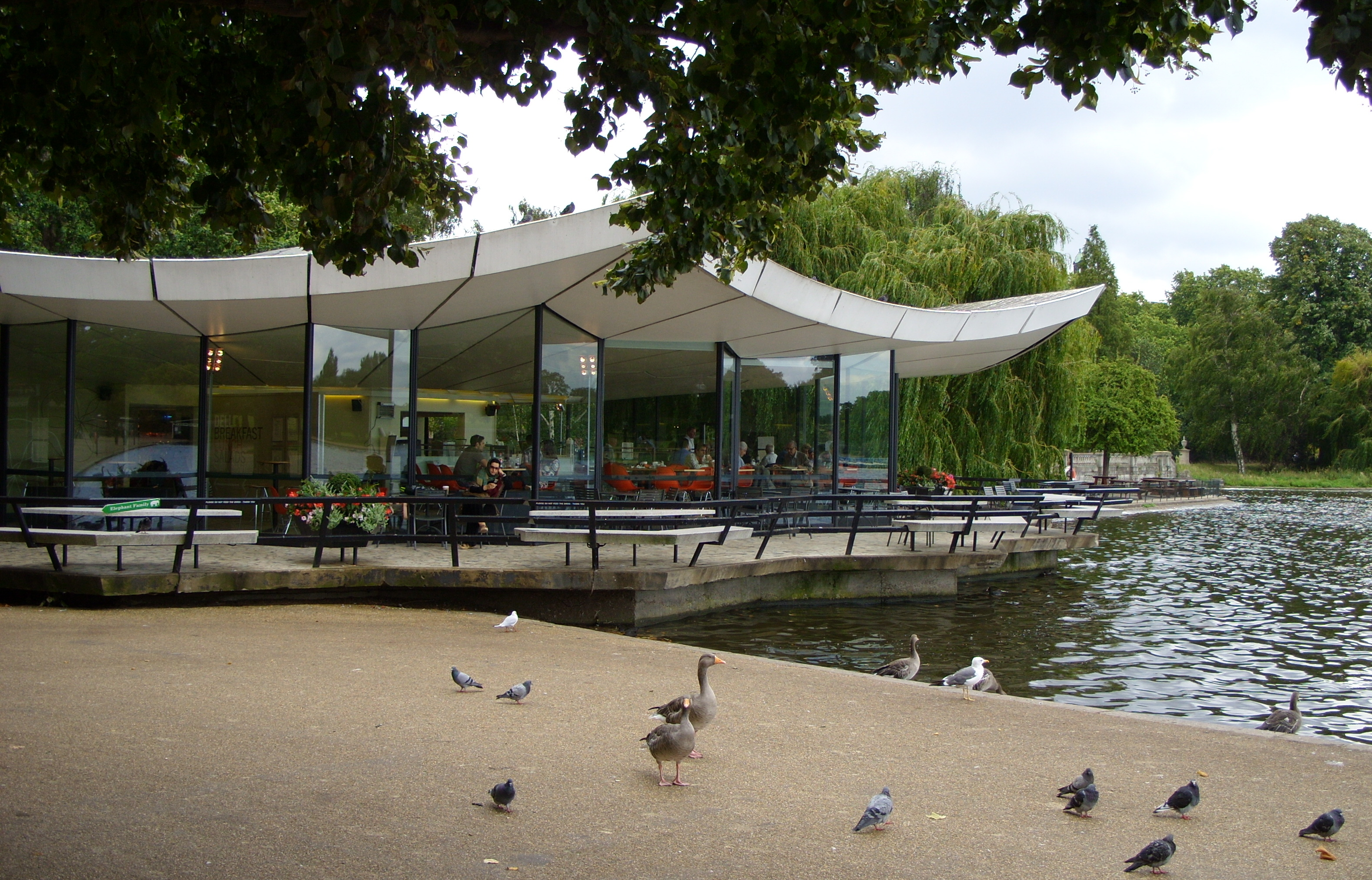
Il Dell Restaurant affacciato sul Serpentine
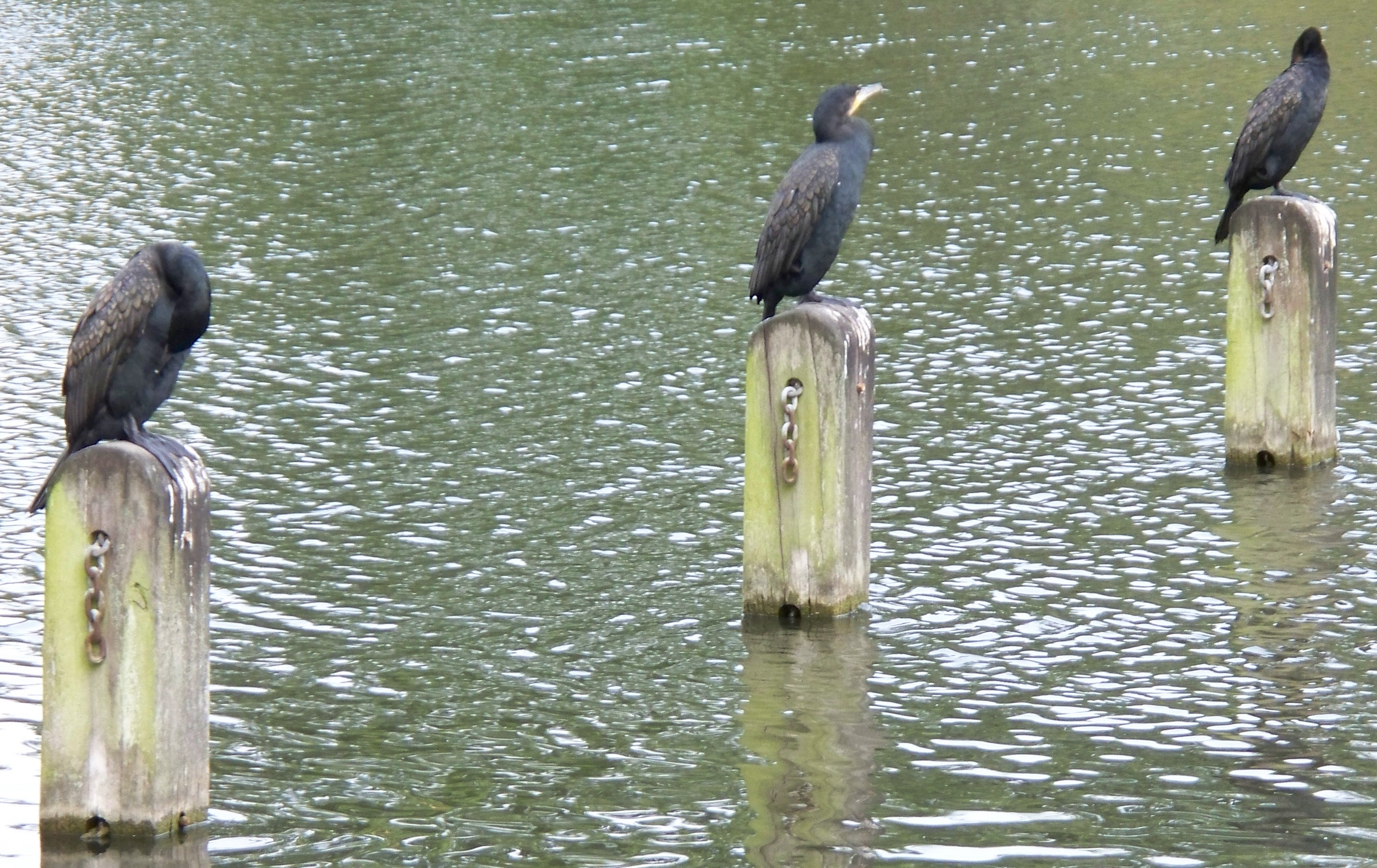
Cormorani nel Long Water